# 세고비아 대성당

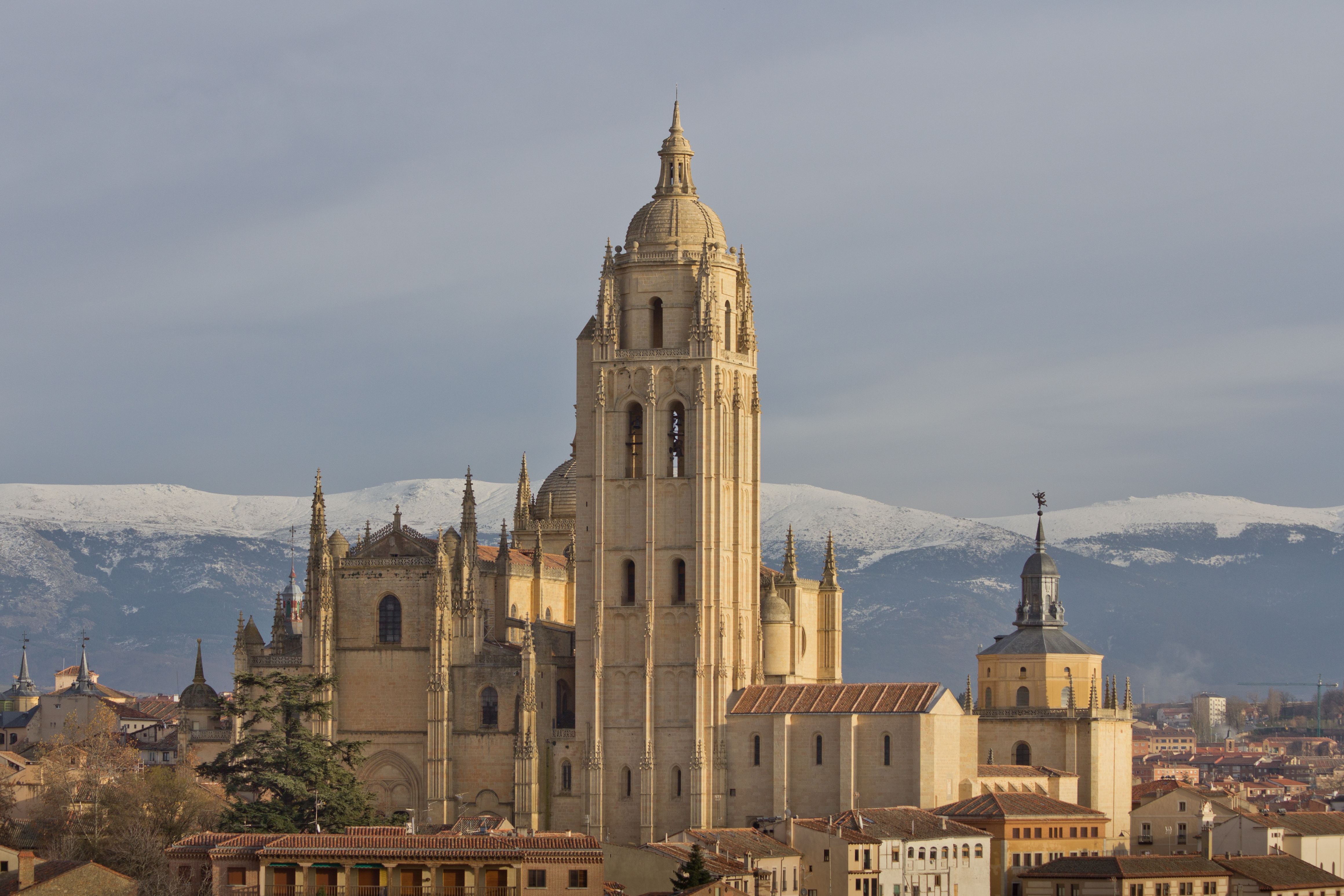
세고비아 대성당

세고비아 대성당(스페인어: Catedral de Santa María de Segovia)은 스페인 세고비아에 있는 대성당이다.